# Орланди, Пеллегрино Антонио
Пеллегрино Антонио Орланди (итал. Pellegrino Antonio Orlandi; апрель 1660, Болонья — 8 ноября 1727, Болонья) — итальянский историк искусства и историограф XVIII века, профессор богословия ордена кармелитов.

## Биография
В молодости вступил в монастырь кармелитов в Сан-Мартино. Занялся исследованиями в области истории искусствa, а также биобиблиографическими изысканиями, со временем стал членом Академии Клементина (ныне Академия изящных искусств Болоньи).
Первое издание его «Abecedario pittorico…» («Азбука живописи») было опубликовано в Болонье в 1704 году. Это был биографический словарь, включающий, по словам его автора, около четырёх тысяч имён живописцев, скульпторов и архитекторов. Расширенное и исправленное издание «Abecedario», вышедшее в 1719 году, было частично обновлено посредством переписки с художниками и коллекционерами в Риме и Флоренции. В 1714 году он опубликовал «Notizie degli scrittori bolognesi e dell „opere loro stampate e manoscritte“» («Заметки о болонских писателях и об их печатных и рукописных работах»).
Пеллегрино Антонио Орланди скончался в Болонье в 1727 году. Новые и дополненные издания «Abecedario» продолжали публиковаться и после смерти автора; в 1753 году были включены дополнительные материалы, написанные Пьетро Гуариенти. Французский историк искусства и коллекционер П.-Ж. Мариетт также сделал значительные дополнения в «Abecedario» Орланди. Они были включены в новое 6-томное издание, предпринятое Филиппом де Шенневьером и Анатолем де Монтальоном для Общества истории французского искусства (Abecedario de P.J. Mariette et autres notes inédites de cet amateur sur les arts et les artistes (Paris, 1851—1860; переиздано Фондом Вильденштейна в 1969 году).
Позднее эту работу многие будут критиковать за неточности, однако Л. Уолкер описывает её в «Словаре историков искусства» как «самый полный источник информации о художниках XVIII века».

## Избранные публикации
- «Abecedario pittorico de’professori piu illustri in pittura, scultura et architettura» (Болонья, 1704),
- «Notizie degli scrittori bolognesi e dell’opere loro stampate e manoscritte» (ib., 1714),
- «Origine e progressi della stampa dal 1475 fino al 1500» (ib., 1722).